# Cancellalata fletcheri
Cancellalata fletcheri là một loài bướm đêm trong họ Geometridae.